# Cetiosaurus
Cetiosaurus var ett släkte växtätande dinosaurier tillhörande sauropoderna. Släktets uppkomst dateras till juraperioden för 180 - 170 milj. år sedan. Eftersom man på den tiden trodde att man hittat resterna efter ett stort vattenlevande djur fick släktet namnet Cetiosaurus, som betyder "valödla".
Släktet upptäcktes i England på 1800-talet. Andra fossil tyder även på att släktets medlemmar levde i dagens Marocko, Afrika, samt i Frankrike och Spanien.
Cetiosaurus var ganska typiska sauropoder. Kroppen var stor och tung, med en vikt av cirka 25 ton. Hals och svans var långa, och bildade en kroppslängd på cirka 20 meter. Huvudet var proportionerligt litet. Till skillnad från de flesta andra sauropoder, vars skelett var ihåligt och lättviktigt, hade Cetiosaurus ett väldigt robust skelett, särskilt vad gäller ryggens kotor.

## Arter
Släktet utgörs av fem beskrivna arter:
- Cetiosaurus brachyurus
- Cetiosaurus brevis
- Cetiosaurus mogrebiensis
- Cetiosaurus oxoniensis
- Cetiosaurus philippsii